# Saint-Géry-Vers
Saint-Géry-Vers es una comuna nueva francesa situada en el departamento de Lot, de la región de Occitania.

## Historia
Fue creada el 1 de enero de 2017, en aplicación de una resolución del prefecto de Lot de 21 de noviembre de 2016 con la unión de las comunas de Saint-Géry y Vers, pasando a estar el ayuntamiento en la antigua comuna de Saint-Géry.

## Demografía
| Gráfica de evolución demográfica de Saint-Géry-Vers entre 1800 y 2013 |
|                                                                       |

Los datos entre 1800 y 2013 son el resultado de sumar los parciales de las dos comunas que forman la nueva comuna de Saint-Géry-Vers, cuyos datos se han cogido de 1800 a 1999, para las comunas de Saint-Géry y Vers de la página francesa EHESS/Cassini. Los demás datos se han cogido de la página del INSEE.

## Composición
| Comuna delegada | Código INSEE | Población (2013) | Superficie (km²) | Densidad (hab./km²) |
| --------------- | ------------ | ---------------- | ---------------- | ------------------- |
| Saint-Géry      | 46268        | 444              | 13.58            | 33                  |
| Vers            | 46331        | 416              | 17.94            | 23                  |